# BIRDIE WING -Golf Girls' Story-
《BIRDIE WING -Golf Girls' Story-》(버디 윙 -골프 걸스 스토리-)는 반다이 남코 픽쳐스에 의한 일본의 오리지널 애니메이션이다.

## 줄거리
유럽 어딘가에 있는 나라 나프레스. 천재적인 골프 실력을 가진 이브는 먹고살기 위해 내기 골프로 돈을 버는 나날을 보내고 있었다. 그러던 어느 날, 대기업 영애이자 엘리트 골퍼인 아마와시 아오이와 운명적인 만남을 이루었다.
모든 것이 다른 세계에서 살고 있는 두 명의 천재. 서로의 마음을 꿰뚫은 것은 단 한 방의 샷이었다.
무지갯빛 탄환 '레인보우 불릿'이라 불리는 이브와 압박감과는 상관없이 순수하게 골프를 즐기는 천진난만한 폭군, 아오이. 둘은 그렇게 서로에게 끌리고, 영향을 받고, 변해갔다. 재능과 재능이 부딪치는 골프 걸즈 스토리.
날아올라라, 세계로!